# سیارک ۶۲۱۰
سیارک ۶۲۱۰ (به انگلیسی: 6210 Hyunseop، نامگذاری:1991AX1) شش هزار و دویست و دهمین سیارک کشف شده‌است که در ۱۴ ژانویه ۱۹۹۱ کشف شد.
قدر مطلق سیارک برابر ۵۱.۲ است.